# Aelurillus madagascariensis
Aelurillus madagascariensis is een spinnensoort in de taxonomische indeling van de springspinnen (Salticidae).
Het dier behoort tot het geslacht Aelurillus. De wetenschappelijke naam van de soort werd voor het eerst geldig gepubliceerd in 2009 door Azarkina.

## Verspreidingsgebied
De soort wordt aangetroffen in Madagaskar.